# Protocetidae
I protocetidi (Protocetidae) sono una famiglia di cetacei estinti, vissuta nell'Eocene inferiore e medio (50 – 40 milioni di anni fa). I loro resti sono stati ritrovati in Nordamerica, in Nordafrica e nel subcontinente indiano.

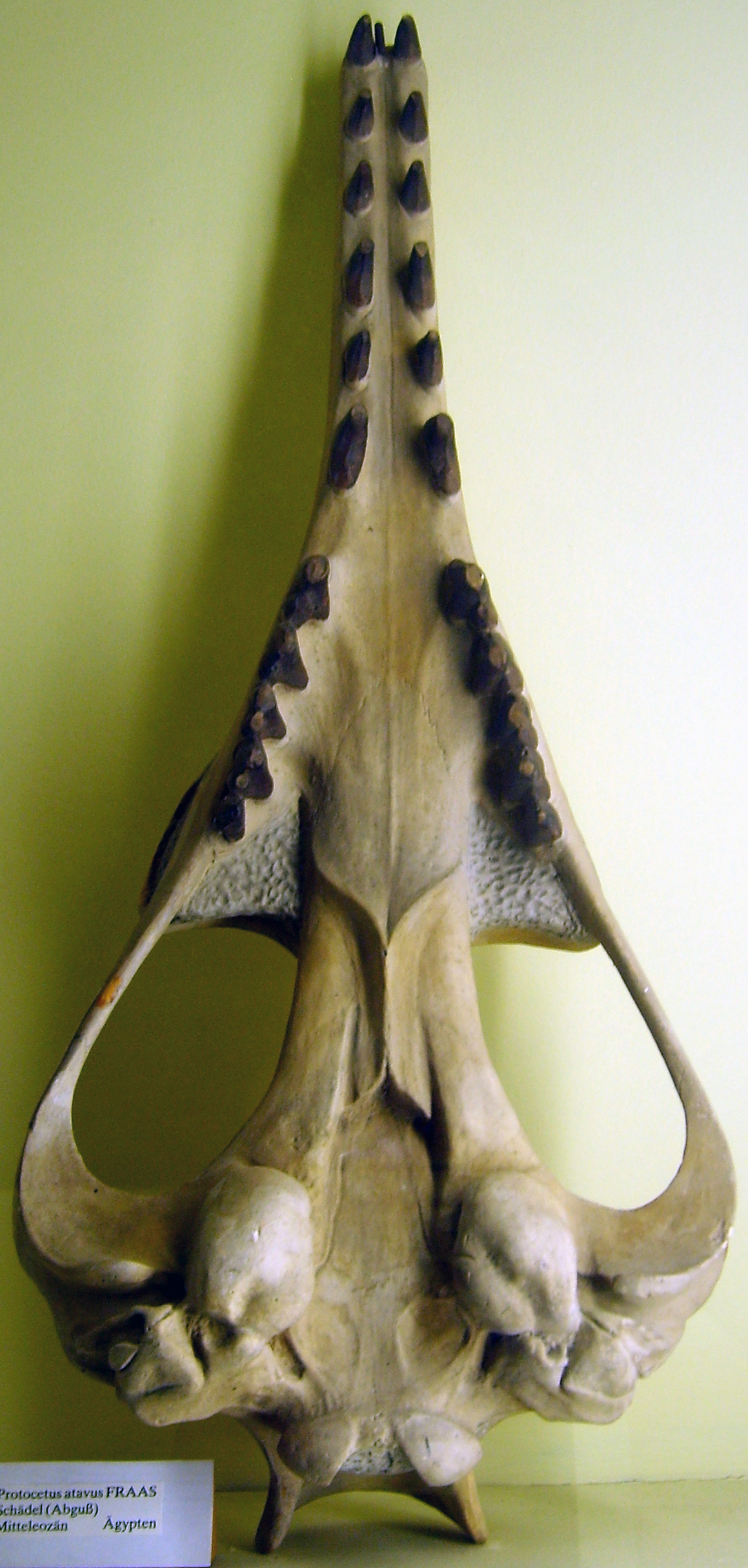
Cranio di Protocetus atavus

## Caratteristiche
Il cranio dei protocetidi era dotato di una regione sopraorbitale espansa, ma era privo di alcune caratteristiche dei cetacei successivi (la dentatura complessa e i seni dello pterigoide). Le vertebre del collo erano particolarmente corte e quelle dorsali e caudali erano conformate in maniera tale da permettere un'oscillazione corporea in senso laterale, al contrario di quanto avviene nei moderni cetacei.

## Tassonomia

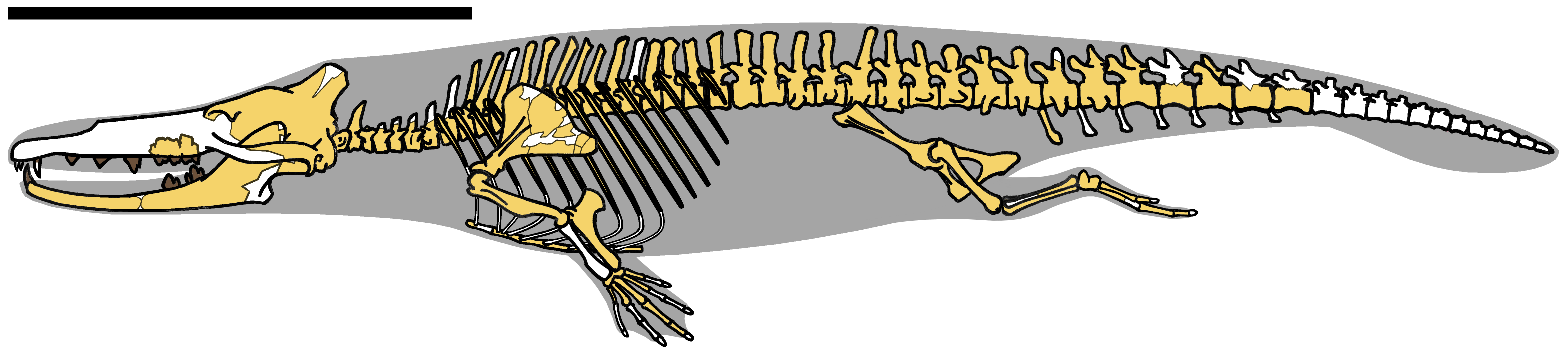
Disegno di uno scheletro di Aegicetus.

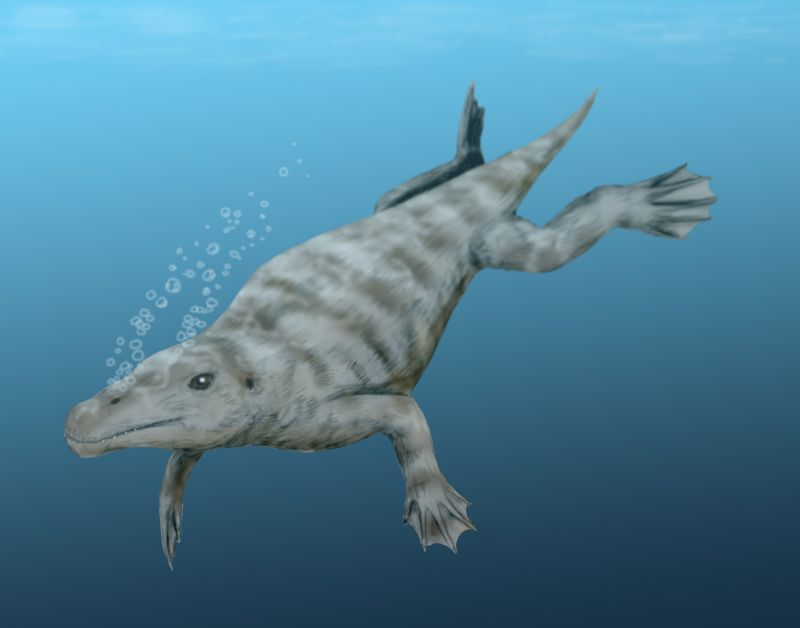
Disegno di un Georgiacetus.

Le sottofamiglie dei protocetidi vennero proposte per la prima volta nel 2005 da Philip Gingerich e altri studiosi, che classificarono il Makaracetus come un'unica sottofamiglia (Makaracetinae) basata sul sua unico adattamento all'alimentazione (solo due incisivi in ogni premascella). Vennero stilate due sottofamiglie per il resto dei protocetidi basate sul loro grado di adattamento alla vita acquatica:
Protocetinae- I protocetini sono protocetidi luteziani protocetids con crani che conservano tre incisivi nella premascella e tre molari nella mascella. Nella misura in cui sono conosciuti i postcrani (soprattutto dal Rodhocetus e, più recentemente, da Peregocetus), essi possiedono un bacino simile a quello dei mammiferi terrestri, un osso sacro articolato agli iliaci e grandi arti posteriori utilizzati per la propulsione a piedi. Appartengono a codesta sottofamiglia i seguenti generi:
- Aegyptocetus
- Artiocetus
- Crenatocetus
- Dhedacetus
- Gaviacetus
- Indocetus
- Kharodacetus
- Maiacetus
- Peregocetus
- Phiomicetus
- Protocetus
- Qaisracetus
- Rodhocetus
- Takracetus
- Togocetus

Georgiacetinae- I georgiacetii sono protocetidi bartoniani considerati transizionali ai basilosauridi. Il loro cranio e la dentatura sono simili a quelli dei protocetini, ma il bacino di Georgiacetus e Aegicetus indica un'articolazione sacroiliaca ridotta, senza un'articolazione sostanziale tra la spina dorsale e l'anonima. Fino a poco tempo fa, non era noto materiale sugli arti posteriori per questa sottofamiglia, sebbene la morfologia pelvica sembrasse suggerire una modalità di locomozione acquatica basata sulla coda piuttosto che sui piedi. La scoperta di Aegicetus supporta questa nozione. Appartengono a codesta sottofamiglia i seguenti generi:
- Aegicetus
- Babiacetus
- Carolinacetus
- Georgiacetus
- Natchitochia
- Pappocetus
- Pontobasileus
- Tupelocetus

## Evoluzione
Questi animali sono considerati tra i cetacei antichi più primitivi, e rappresentano un grado evolutivo intermedio tra i pakicetidi e i basilosauridi. Apparsi nell'Eocene inferiore, i protocetidi prosperarono per vari milioni di anni e si estinsero nell'Eocene medio, non prima di aver dato origine a cetacei più evoluti. Tra le forme più note sono da ricordare Protocetus, che dà il nome alla famiglia, vissuto in Africa e nel Vicino Oriente, Pappocetus della Nigeria (in precedenza erroneamente accostato all'origine dei delfini), Togocetus del Togo, Georgiacetus del Nordamerica, Maiacetus, Indocetus e Rodhocetus del subcontinente indiano. Il curioso Makaracetus, del Pakistan, era probabilmente dotato di una corta proboscide per afferrare molluschi e altri animali di fondale di cui si cibava.